# Hochschule RheinMain
Hochschule RheinMain (1971-2009 Fachhochschule Wiesbaden) är en högskola i Wiesbaden, Rüsselsheim och Geisenheim i Tyskland. Den bildades 1971 genom en sammanslagning av ingenjörsskolorna i Idstein, Rüsselsheim och Geisenheim.